# Santa Eulalia (Tineo)
Santa Eulalia (en asturiano y oficialmente, Santolaya) es una parroquia perteneciente al concejo de Tineo, Asturias, España. Se sitúa a pocos kilómetros al noreste de la capital del concejo, y tiene un total de 175 viviendas y 351 habitantes (INE 2022). 

## Localidades[2]
El Crucero: 166 habitantes 
Los Pontones: 9 habitantes 
La Tejera: 5 habitantes 
El Valle: 7 habitantes 
La Escalada: 5 habitantes 
Riovillar: 6 habitantes 
Truébano: 26 habitantes 
Villacabrera: 22 habitantes 
Los Llanos: 4 habitantes 
Santa Eulalia (capital): 86 habitantes 
Valdarieme: 39 
Zarracín: 32 

## Descripción de la zona
La capital se encuentra a 687 metros de altitud sobre una loma y bajo la Sierra de Tineo. El principal acceso al pueblo se da por la carretera que enlaza con la AS-216 en el pueblo vecino de El Crucero, que es el mayor núcleo poblacional de la parroquia. A 2 kilómetros de la localidad del Crucero, se encuentra el polígono industrial de la Curiscada. Este es el principal polígono industrial del concejo y uno de los principales motores económicos de la zona, albergando alrededor de 70 empresas de alimentación, construcción, automoción, construcción, maquinaria agrícola, maquinaria forestal, suministros ganaderos y supermercados.

## Camino de Santiago
El Camino de Santiago Primitivo atraviesa la parroquia de noreste a suroeste, formando parte de la etapa entre Salas y Tineo. 